# 摄影蒙太奇

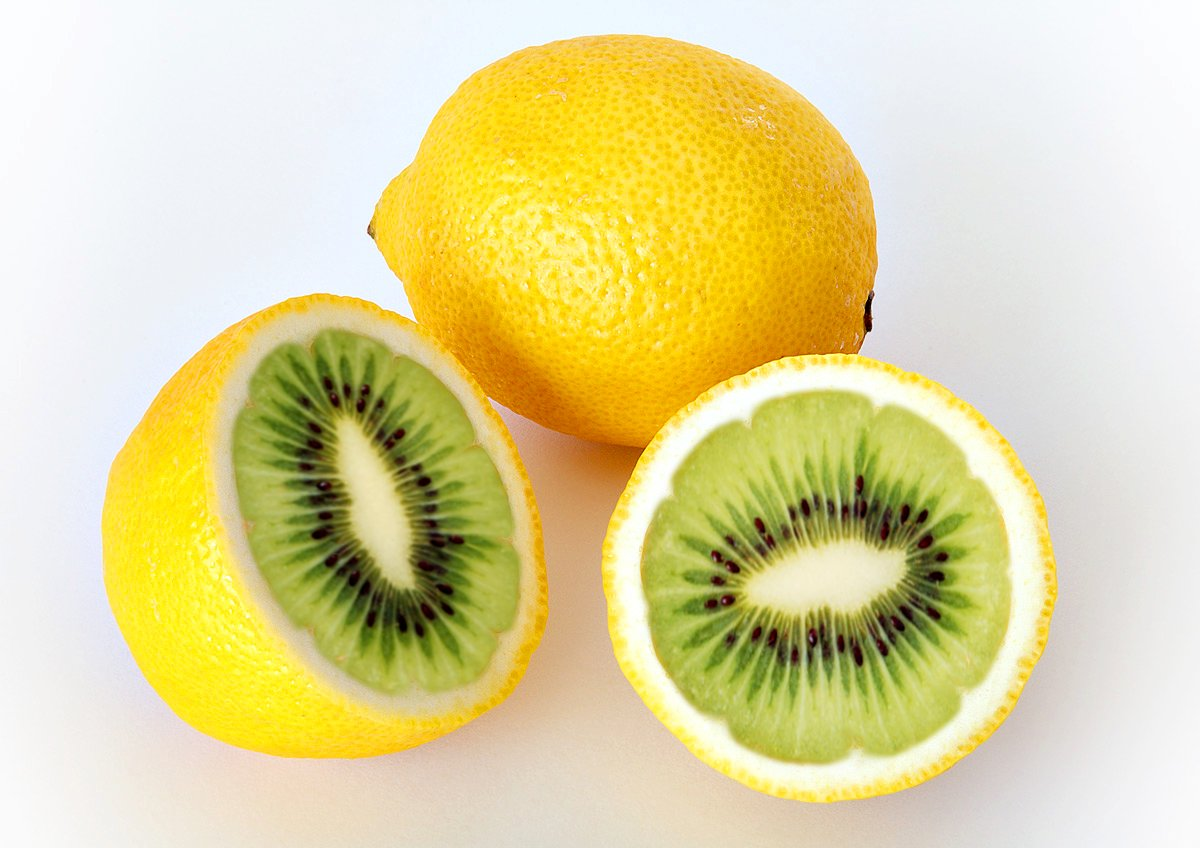
使用GIMP数字合成猕猴桃与柠檬的蒙太奇照片

摄影蒙太奇（英語：Photomontage）是指通过裁剪、粘贴、重新排列和叠加两张或多张照片来制作合成照片的过程及其成品。有时会对合成出来的复合图像进行翻拍，使最终图像看起来更像未经合成的照片。现代通过图像编辑软件实现的类似技术（无需使用胶片），被称为“数字图像合成”，在日常使用中常被称为"P图"（源自该流行软件的名称）。若是将相关照片组合起来以扩展单个场景或主题的视图，则不被视为摄影蒙太奇，而应称为影像拼接或相片马赛克。